# Anisodactylus antoinei
Anisodactylus antoinei es una especie de escarabajo de tierra del género Anisodactylus, categorizada en la tribu Harpalini, de la subfamilia Harpalinae.

## Distribución
Se distribuye por África: Marruecos y Argelia.

## Taxonomía
Fue descrita por Puel en 1931.
Tratamiento taxonómico
La especie aparece registrada y publicada en Notes sur les carabiques. Troisième note. 4. Les Anisodactylus paléarctiques. -. Annales de la Société Entomologique de France, 100: 61-85. (Paris). (1931).